# The Blood of Jesus
Pour plus de détails, voir Fiche technique et Distribution.
The Blood of Jesus est un film dramatique américain réalisé par Spencer Williams et sorti en 1941. Reposant très largement sur des personnages afro-américains, The Blood of Jesus appartient au sous-genre des race films et était principalement destiné à un public noir. Il reçoit un bon accueil public et est toujours un important succès du cinéma indépendant américain.
En 1991, il s'agit du premier race film à faire son entrée dans le National Film Registry pour être conservé à la Bibliothèque du Congrès en raison de son importance « culturelle, historique, ou esthétique ».

## Synopsis
Dans un village de campagne, une église baptiste afro-américaine tient un service de baptême sur la rive d'une rivière. Martha (Cathryn Caviness), une fidèle récemment mariée, est immergée. Cependant, le mari de Martha, Ras (Spencer Williams), n'est pas présent à ce service ; il affirme qu'il était à la chasse alors qu'il a braconné le sanglier d'un voisin. Une fois chez eux, Ras tire accidentellement sur Martha en laissant tomber son fusil. La congrégation religieuse se réunit au chevet de Martha et prie pour son rétablissement. Alors que Martha est toujours convalescente, un ange (Rogenia Goldthwaite) apparaît et prend son âme avec lui. Martha est amenée au carrefour entre le Paradis et l'Enfer où elle est d'abord séduite par le rusé Judas Green, agissant pour le compte de Satan. Martha suit Judas dans une boîte de nuit où un acrobate et un chanteur de jazz donnent un spectacle. Judas fait en sorte que le patron de l'établissement, Rufus Brown, emploie Martha. L'ange revient voir Martha et lui enjoint de fuir. Au cours de sa fuite, Martha est prise à partie par un patron de boîte de nuit qui est persuadé que Martha est une pickpocket qui vient de le dérober. À l'issue de la course poursuite qui s'ensuit, Martha parvient jusqu'au carrefour ; Satan est déjà présent et l'attend. L'ange prend la protection de Martha, la foule qui la poursuivait part dans une autre direction. Le panneau situé au carrefour se transforme en la vision de Jésus-Christ sur la croix, le sang du Christ coule sur le visage de Martha. Elle se réveille et découvre qu'elle est chez elle, à nouveau en bonne santé. Martha retrouve son mari, maintenant devenu un homme pieux. L'ange bénit le mariage de Martha et Ras.

## Fiche technique
Sauf indication contraire, les informations mentionnées dans cette section peuvent être confirmées par la base de données cinématographiques IMDb,  présente dans la section « Liens externes ».
- Titre : The Blood of Jesus
- Réalisation : Spencer Williams
- Scénario : Spencer Williams, d'après un poème de Langston Hughes
- Photographie : Jack Whitman
- Musique : Reverend R.L. Robinson's Heavenly Choir[1]
- Producteurs : Alfred N. Sack, Spencer Williams
- Société de production : Amegro Films, Sack Amusement Enterprises
- Format : 1.37 : 1 • Noir et blanc • 35 mm • Son : Monophonique
- Pays de production :  États-Unis
- Langue originale : anglais
- Genre : drame, race film
- Durée : 57 minutes
- Budget : 5 000 $
- Dates de sortie :
  - États-Unis : 26 avril 1941

## Distribution
- Cathryn Caviness : Sœur Martha Ann Jackson
- Spencer Williams : Ras Jackson
- Juanita Riley : Sœur Jenkins
- Reather Hardeman : Sœur Ellerby
- Rogenia Goldthwaite : l'ange
- James B. Jones : Satan
- Frank H. McClennan : Judas Green
- Eddie DeBase : Rufus Brown
- Alva Fuller : Luke Williams

## Production
The Blood of Jesus est réalisé par Spencer Williams, l'un des rares réalisateurs afro-américains des années 1940, pour le compte d'Alfred Sack, un organisateur de salon et producteur blanc de race films, basé de Dallas,. Le film est tourné au Texas et produit à hauteur de 5 000 $. Il s'agit de l'une des premières réalisations de Williams. Afin d'illustrer les scènes se passant dans l'au-delà, Williams a recyclé des images d'un film italien de 1911 intitulé L'Enfer qui montrait des âmes entrant au Paradis. En plus de Williams, les acteurs sont des amateurs, pour une grande part issus du Reverend R.L. Robinson's Heavenly Choir ; C'est également ce chœur qui chante le gospel et les negro spirituals entendus dans le film. La bande originale comprend les chansons suivantes : All God's Children Got Shoes, Amazing Grace, Go Down Moses, Good News!, I've Heard of a City Called Heaven, On Jordan's Stormy Banks I Stand, Run, Child, Run, Swing Low, Sweet Chariot, Weary Blues et Were You There When They Crucified My Lord?.

## Analyse
Selon l'universitaire Gloria J. Gibson, l'alternance entre la musique religieuse et la musique laïque participe à la narration et inscrit ce film comme un classique du genre : les chants religieux annoncent le combat épique que va connaître Martha au ciel. La démarcation entre le bien et le mal est franche, la narration sert une morale religieuse ; ainsi quand le sang du Christ coule sur Martha, « son âme est purgée, sa vie est restaurée ».
Le style de Williams est comparable à celui d'Oscar Micheaux, aucun des deux hommes n'a profité d'une éducation classique quant au cinéma ; leurs styles visuels sont rapprochés de certains peintres afro-américains de la même période, tel Jacob Lawrence.

## Postérité
En 1941, The Blood of Jesus est diffusé dans des églises de congrégations afro-américaines dans le sud des États-Unis. Le succès du film lui permet de réaliser d'autres films pour Sack Amusement Enterprises au cours des années 1940 : Brother Martin: Servant of Jesus (1942), Go Down, Death! (1944), Dirty Gertie from Harlem U.S.A. (1946), Beale Street Mama (1947), et Juke Joint (1947). Comme de nombreux race films, The Blood of Jesus a longtemps été considéré perdu avant qu'une copie ne soit retrouvée au milieu des années 1980, dans un entrepôt de Tyler, au Texas.
Le film est apprécié par la critique : Dave Kehr du New York Times le qualifie de « magnifique » ; J. Hoberman de The Village Voice évoque un « chef-d'œuvre du cinéma populaire dont la capacité à étonner s'est à peine émoussée » ; le magazine Time place The Blood of Jesus parmi les « 25 films les plus importants sur les questions raciales ». La réalisatrice afro-américaine Julie Dash a cité la scène du baptême du film de Spencer Williams comme une influence de son film Daughters of the Dust.
En 1991, le film fait son entrée dans le National Film Registry pour être conservé à la Bibliothèque du Congrès en raison de son importance « culturelle, historique, ou esthétique », il s'agit du premier race film de cette liste.